# Mauricio Cuevas
Pour les articles homonymes, voir Cuevas.
Mauricio Cuevas, né le 10 février 2003 à Los Angeles, est un joueur américain de soccer. Il joue au poste de défenseur au Galaxy de Los Angeles en MLS.

## Biographie

### En club
Après une saison en deuxième division belge au Club NXT, Mauricio Cuevas retourne dans son club formateur, le Galaxy de Los Angeles, en signant un contrat MLS, le 24 avril 2023, dernier jour de la première fenêtre des transferts de la ligue.

### En sélection
Avec les moins de 17 ans, il participe au championnat de la CONCACAF des moins de 17 ans en 2019. Les joueurs américains s'inclinent en finale face au Mexique.

## Palmarès
- Finaliste du championnat de la CONCACAF des moins de 17 ans en 2019 avec l'équipe des États-Unis des moins de 17 ans
- Vainqueur de la Coupe de la Major League Soccer en 2024 avec le Galaxy de Los Angeles